# Карибаев, Кауденбай
Кауденбай Карибаев (12 ноября 1931, Шаббазский район, Кара-Калпакская автономная область, РСФСР — 18 апреля 2002, Ташкент, Узбекистан) — советский узбекский учёный-зоотехник. Заслуженный деятель науки Узбекской ССР (1989). Академик Узбекской академии сельскохозяйственных наук.

## Биография
Кауденбай Карибаев родился 12 ноября 1931 года в Шаббазском районе Кара-Калпакской АО, по другим источникам в Казалинском районе Кызылординской области. В 1954 году окончил Самаркандский сельскохозяйственный институт. С 1954 по 1956 годы преподавал в Нукусском сельскохозяйственном техникуме, с 1956 по 1959 годы в Самаркандском сельскохозяйственном институте. В 1964 году был назначен заведующим кафедрой «Кормление сельскохозяйственных животных и технология кормов» в НИИ Сельского хозяйства. Доктор сельскохозяйственных наук (1984), профессор (1986). 
Скончался 18 апреля 2002 года в Ташкенте.

## Научная деятельность
Научные работы посвящены технологии кормления сельскохозяйственных животных; улучшению качества кормов, брикетированию хлопковой шулхи, силоса из соломы; использованию натуральных силосов в рационах сельскохозяйственного скота и птицы и другим проблемам.
Основные работы:
- Повышение эффективности использования местных кормовых средств при кормлении животных в условиях жаркого климата: диссертация доктора сельскохозяйственных наук: 06.02.02; [Место защиты: Всесоюзный ордена Трудового Красного Знамени научно-исследовательский институт животноводства].- Дубровицы, 1983.- 48 с.: ил[4];
- Корма: резервы и их использование, Т., 1986;
- Технология приготовления кормов и пути улучшения иx качества, Т., 1993;
- Питание сельскохозяйственных животных, Т., 1999[1].

## Награды и звания
- Заслуженный деятель науки Узбекской ССР (1989)[1]